# Trojačka (987 m)
Trojačka (987 m n.p.m.) - szczyt w centralnej części Beskidu Morawsko-Śląskiego, w republice Czeskiej.

## Położenie
Leży ok. 1,5 km na północny wschód od szczytu Kladnatá, znajdującego się już w głównym wododziale europejskim. Jest pierwszym szczytem odgałęziającego się w Kladnatej i biegnącego generalnie na północ dużego grzbietu górskiego, kulminującego w szczycie Smreku (1276 m).
Na zachodnich zboczach góry ma swe źródła potok Čeladenka, na północno-wschodnich - Panský potok (dopływ Velkého potoku), zaś na stokach południowych potok Lučovec (dopływ Białej Ostrawicy). Te trzy doliny, zajęte przez trzy różne jednostki osadnicze, których granice zbiegały się na szczycie, dały nazwę górze.

## Charakterystyka
Szczyt ma formę kopca, wyciągniętego w kierunku wschodnim, gdzie w odległości ok. 300 m od głównego wierzchołka kulminuje w niższym wierzchołku z kotą 959 m. Wierzchołek kamienisty, z niewielkimi wychodniami piaskowców. Masyw jest w całości porośnięty lasami. Leży w granicach Obszaru Chronionego Krajobrazu Beskydy.
W latach 1944–1945 w masywie Trojački działały grupy partyzantki antyniemieckiej. M. in. w jednej z ziemianek („bunkrów”) ukrywali się tu partyzanci radzieccy.

## Turystyka
Na szczyt Trojački nie prowadzi żaden znakowany szlak turystyczny, jest ona jednak łatwo dostępna drogami i ścieżkami leśnymi ze wspomnianych wyżej dolin. Najłatwiejsze dojście od skrzyżowania szlaków w siodle między Trojačką i Kladnatą. Odwiedzana jest rzadko ze względu na brak widoków ze szczytu.